# Coptacridia dorsalis
Coptacridia dorsalis är en insektsart som beskrevs av Willy Adolf Theodor Ramme 1941. Coptacridia dorsalis ingår i släktet Coptacridia och familjen gräshoppor. Inga underarter finns listade i Catalogue of Life.